# Stracimir Zavidović
Stracimir Zavidović in serbo Страцимир Завидовић? (fl. XII secolo), figlio di Zavida Vukanović principe di Zahumlje, nel 1163 divenne župan (жупан, principe) della regione intorno alla Morava Occidentale. Nello stesso anno, suo fratello Miroslav ricevette la corona di Zahumlje.

## Biografia

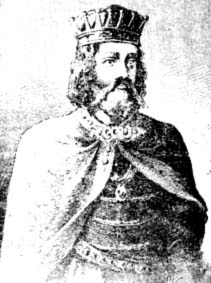
Stefano Nemanja

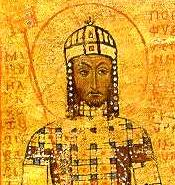
Manuele I

Un altro fratello, Nemanja, governava le terre dell'Ibar, della Pusta, di Toplica, e Rasina, mentre nel 1165, suo fratello maggiore, Tihomir fu nominato dall'imperatore bizantino Manuele I Comneno gran principe di Rascia, con la supremazia su tutti i principati serbi.
Nemanja non volle riconoscere la superiorità giuridica di Tihomir e decise di amministrare le proprie terre in piena autonomia, senza nemmeno consigliarsi con i suoi fratelli. Tihomir, Stracimir e Miroslav, allora, convocarono Nemanja nella capitale della Rascia, Ras: appena giunto fu arrestato e imprigionato. Riuscito a fuggire, nel 1166 raccolse le sue truppe e attaccò gli eserciti dei fratelli. Tihomir chiese aiuto all'imperatore Manuele che inviò alcuni mercenari per fronteggiare l'armata di Nemanja. Gli eserciti si affrontarono nella battaglia di Pantino, nei pressi della città di Zvečan nel Kosovo, e Nemanja vinse. Tihomir perse la vita annegando nelle acque del fiume Ribnica, e la corona di Gran principe di Rascia fu presa da Nemanja.
Stracimir e Miroslav si rifugiarono a Costantinopoli alla corte di Manuele I Comneno chiedendo la sua protezione.
Nel 1172, Nemanja si alleò con la Repubblica di Venezia, il Regno d'Ungheria e il Sacro Romano Impero contro l'Impero bizantino. L'alleanza subì una pesante sconfitta e Nemanja fu fatto prigioniero e condotto a Costantinopoli. Nel 1176 ottenne il perdono imperiale e fu posto nuovamente sul trono di Rascia a patto che riaccogliesse i suoi fratelli restituendo loro i rispettivi domini.
Stracimir ottenne di nuovo la corona della regione della Morava Occidentale come feudatario del gran principe di Rascia.

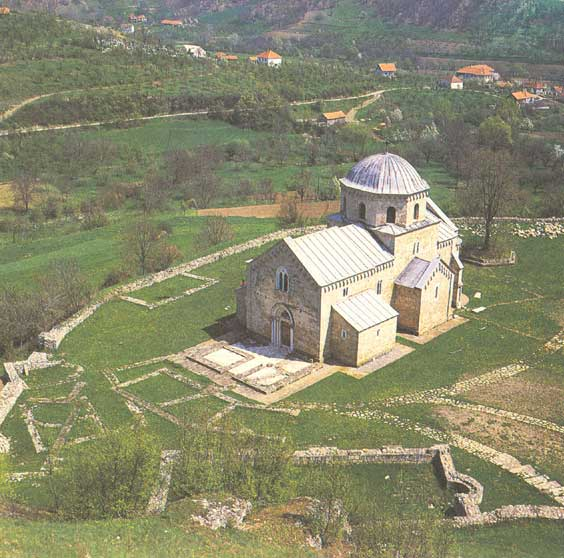
Monastero di Gradac

Nel 1180 Manuele I Comneno morì. Nemanja decise, allora, di riprendere le ostilità contro l'Impero. Alleandosi con Béla III d'Ungheria, nel 1183 entrò con l'esercito in territorio bizantino e combatté contro le armate dell'usurpatore Andronico I Comneno di cui non riconosceva l'autorità. Sia Miroslav che Stracimir contribuirono con i loro eserciti alla guerra. Contemporaneamente Miroslav intraprese alcune campagne per allargare i propri domini sulle altre popolazioni slave. In particolare, nel 1184 mosse guerra a Ragusa di Dalmazia per sottrarre alla repubblica marinara l'isola di Curzola. Stracimir contribuì all'impresa con le sue forze militari, ma il 18 agosto la marina ragusana sbaragliò la flotta di Miroslav che fu costretto alla resa, e Stracimir dovette ritirarsi.
Nel 1186, a fianco di Nemanja, Stracimir contribuì alla vittoria serba contro il principe Mihailo di Doclea che voleva essere autonomo dal potere centrale della Rascia.
L'anno successivo Nemanja intervenne nel conflitto che vedeva fronteggiarsi Miroslav e la Repubblica di Ragusa. Gli eserciti di Nemanja, Miroslav e Stracimir sconfissero i ragusani che, pur rimanendo autonomi, riconobbero la sovranità serba.
Stracimir continuò a governare sul suo feudo fino al 1189, anno in cui morì. Di lui restano importanti opere pubbliche come la fortificazione di Gradac (Градац) con il suo monastero, nei pressi dell'attuale città di Čačak.